# Африканська міжнародна асоціація

Прапор Африканської міжнародної асоціації

Африканська міжнародна асоціація (фр. Association Internationale Africaine; повністю "Міжнародна асоціація дослідження та цивілізації Центральної Африки" (Association Internationale pour l'Exploration et la Civilisation de l'Afrique Centrale)) — організація, створена бельгійським королем Леопольдом II для просування у Центральній Африці гуманітарних проектів, які стали основою створення Вільної країни Конго на території сучасної Демократичної Республіки Конго. Асоціація, створена в 1876 році на Брюссельській географічній конференції, до якої Леопольд II залучив близько 40 відомих експертів, які були також великими філантропами з ряду європейських держав. Таким чином, початково асоціація являла собою зібрання вчених і філантропів, проте незабаром Леопольд II став домінувати над організацією. Спочатку метою асоціації було «відкриття» недостатньо дослідженого Конго і цивілізування місцевих жителів. Представники різних держав утворили свої національні комітети, в яких економічні завдання почали переважати над філантропічними.
Кожний комітет організовував власні експедиції у внутрішні райони Африки. Отримана інформація не поширювалась серед держав-учасниць асоціації, а використовувалась для оголошення претензій на ту чи іншу територію.

## Битва за Африку
Видатний дослідник Генрі Стенлі з 1879 по 1884 роки під прихильництвом Леопольда II і бельгійського комітету асоціації перебував у Конго з метою організації Вільної держави Конго. В той же час французький морський офіцер П'єр Бразза мандрував по західному басейну Конго і встановив стяг Франції над заснованим Браззавілем в 1881 році. 

Португалія, також зацікавлена в правах на територію, підписала 26 лютого 1884 року договір з Великою Британією, який заблокував доступ конголезькій спільноті в Атлантичний океан. В той же час, різні європейські держави також бажали утвердитись в Африці. Франція, яка окупувала Туніс, захватила сучасну Республіку Конго в 1881 році і Гвінею в 1884 році. В 1882 році Велика Британія окупувала Єгипет і Судан. До 1882 р. Італія захопила Сомалі, а Німеччина в 1884 р. оголосила Тоголанд, Камерун і Південно-Західну Африку під своїм протекторатом.

## Розпад Асоціації
Величезна кількість конкуруючих інтересів призвели до дезінтеграції по національних ознаках. Останню крапку в історії асоціації поставила Берлінська клнференція 1884-1885 рр., на якій було вирішено питання поділу Африки.

Використовуючи асоціацію как прикриття, Леопольд II зміг закріпити свої позиції в басейні ріки Конго і організувати власну колонію.